# Villaflores
Villaflores stadje in de Mexicaanse deelstaat Chiapas. Villaflores heeft ongeveer 35.000 inwoners (schatting 2007). Het is de hoofdplaats van de gemeente Villaflores.
De plaats werd gesticht in 1876 door gouverneur Carlos Borda.